# Trigonura crassicauda
Trigonura crassicauda är en stekelart som först beskrevs av Frédéric Jules Sichel 1866.  Trigonura crassicauda ingår i släktet Trigonura och familjen bredlårsteklar. Inga underarter finns listade i Catalogue of Life.